# Queen Mary
Pour les articles homonymes, voir Queen Mary (homonymie).
Le RMS Queen Mary, surnommé le Old Lady, est un paquebot transatlantique britannique de la Cunard Line nommé d'après la reine Mary de Teck. Construit au chantier John Brown & Company en Écosse, le Queen Mary est lancé en septembre 1934, et effectue son voyage inaugural en mai 1936. Il est aujourd'hui reconverti en hôtel-musée et amarré de manière permanente à Long Beach, Comté de Los Angeles en Californie.
Le 24 août 1936, il obtient le Ruban bleu en battant le record du Normandie, avec une vitesse moyenne de 30,14 nœuds (55,82 km/h). Le Normandie reprend le ruban en 1937, mais c'est finalement le Queen Mary qui regagne le ruban, en août 1938 ; il ne lui sera repris qu'en 1952 par l'United States.
En première classe, les passagers disposent d'une piscine couverte, d'un cinéma, d'un bar à cocktails, d'une bibliothèque, d'un salon, d'un court de tennis et d'un court de squash.

## La Seconde Guerre mondiale

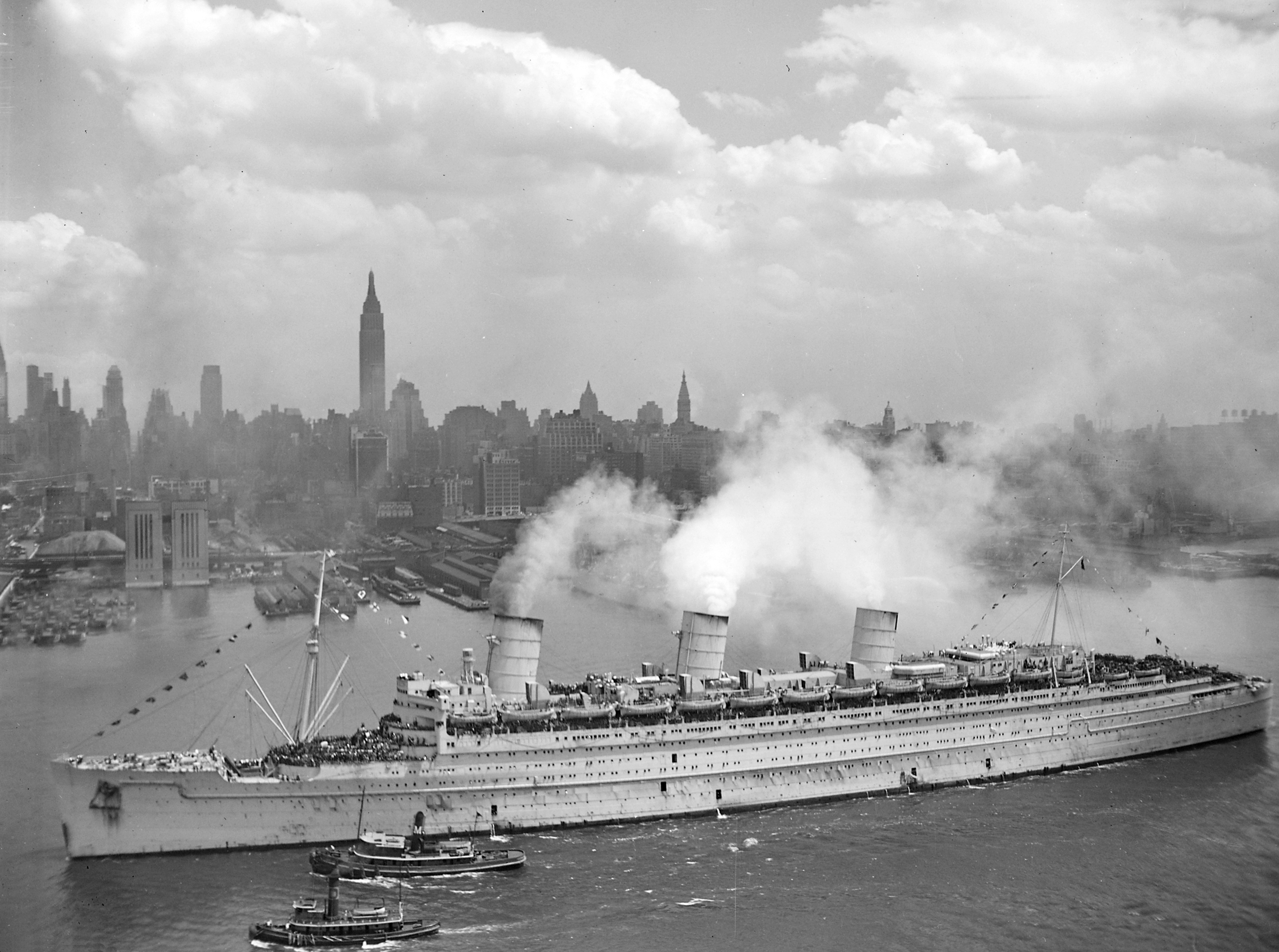
Le Queen Mary à New York, en 1945, a été repeint en gris au début de la guerre.

Lorsqu'éclate la Seconde Guerre mondiale, le Queen Mary est immobilisé à New York, en compagnie du Queen Elizabeth et du Normandie. En 1940, le Queen Mary part pour Sydney (Australie), où il est converti, avec plusieurs autres paquebots, en navire de transport de troupes pour emmener les soldats australiens et néo-zélandais vers le Royaume-Uni. Il est rejoint dans cette tâche par le Queen Elizabeth. Ils sont alors les navires de transport de troupes les plus grands et les plus rapides impliqués dans la guerre, emportant souvent 15 000 hommes par traversée, souvent en convoi et sans escorte[réf. nécessaire].
Le naufrage de tels navires, en raison de leur taille et de leur prestige, est une priorité pour la Kriegsmarine. Cependant, leur grande vitesse les rend impossibles à rattraper par des U-Boote.

### Accident avec le HMS Curacoa
Le 2 octobre 1942, le Queen Mary percute et coule accidentellement l'un de ses navires d'escorte, le croiseur léger HMS Curacoa au large des côtes irlandaises. Parmi les 338 membres d'équipage, 239 meurent dans le naufrage. Le Queen Mary transporte des milliers d'Américains de la 29e division d'infanterie pour rejoindre les forces alliées en Europe,. En raison du risque d'attaques de sous-marins, le Queen Mary a reçu l'ordre de ne s'arrêter sous aucun prétexte et il poursuit donc sa route malgré son étrave brisée. Certaines sources affirment que, quelques heures plus tard, l'escorte de tête du convoi, composée du HMS Bramham et d'un autre navire, revient pour sauver 99 survivants de l'équipage du Curacoa, dont son capitaine John W. Boutwood. Cette affirmation est contredite par le Staff Captain du paquebot à l'époque (et plus tard Commodore de la Cunard) Harry Grattidge, qui rapporte que le capitaine du Queen Mary, Gordon Illingworth, a immédiatement ordonné aux destroyers qui l'accompagnaient de chercher des survivants quelques instants après le naufrage du Curacoa,.

## L'après-guerre
Après la guerre, le Queen Mary et le Queen Elizabeth dominent le trafic transatlantique de passagers en assurant, à eux deux, un service hebdomadaire entre Southampton, Cherbourg et New York. Le Queen Mary est mis à la retraite en 1967 et le Queen Elizabeth en 1968. En 1967, la ville de Long Beach achète le Queen Mary pour 3,75 millions d'USD.
Le Queen Elizabeth 2 est utilisé pour les traversées transatlantiques de 1969 à 2008. Ces navires ont pour successeur le Queen Mary 2, lancé fin 2003, en service depuis début 2004.

## Lieu touristique après son désarmement
La ville de Long Beach perd 2,5 millions sur l'exercice 1979-1980, somme atteignant 4 millions d'USD fin 1980 et prend la décision de revendre le navire.
Le 3 juillet 1980, la société Wrather Company de Jack Wrather confirme être l'un des investisseurs ayant proposé d'acheter le Queen Mary et différentes propriétés du port de Long Beach à l'embouchure du fleuve Los Angeles. La commission portuaire doit se réunir le 14 juillet pour statuer sur les enchères lancées en mars 1978. Elles comprennent aussi l'achat ou la gestion du Spruce Goose installé sous un dôme à côté du navire. Le 16 juillet 1980, Wrather gagne les enchères et devient le gestionnaire des différentes propriétés vendues totalisant 45 acres (182 109 m2). Le 10 août 1980, la ville accepte de payer 5,1 millions d'USD à Specialty Restaurants pour rompre le contrat de gestion des restaurants du navire qu'elle avait. Le 26 août 1980, Wrather signe un contrat de 40 ans pour la gestion du site touristique du port de Long Beach. Wrather prévoit une rénovation de 10 millions d'USD du navire à compter de 2 septembre.
Le 1er septembre 1980, la société Wrather Company de Jack Wrather devient le propriétaire du Queen Mary et des diverses propriétés autour dont un hangar en forme de dôme qui doit accueillir le Spruce Goose à parti d'octobre. Wrather prévoit de développer une marina de 235 acres (951 011 m2) autour du Queen Mary ainsi qu'une enveloppe de 9 millions d'USD pour le Spruce Goose et elle peut stopper le projet sous 5 ans. L'exposition aérienne centrée autour du Spruce Goose ouvre le 14 mai 1983.
Le 21 janvier 1988, la Walt Disney Company signe le rachat des possessions de la Wrather Company pour 152 millions de dollars et 89 millions de dette. Le Disneyland Hotel et le complexe autour du Queen Mary passent dans le portefeuille de Disney. Peu de temps après, Disney annonce un projet de parc à thèmes à proximité : DisneySea.
En 1992, Disney revend les propriétés de Long Beach de l'ex-Wrather Company à la ville de Long Beach. Le Spruce Goose est offert au Evergreen Aviation & Space Museum .
Aujourd'hui, le Queen Mary est un hôtel-restaurant à Long Beach, en Californie. Il propose plusieurs attractions comme une visite à minuit pendant laquelle les visiteurs peuvent tenter d'entrer en contact avec les fantômes qui hanteraient le navire. Le Queen Mary figure en effet parmi les dix endroits les plus hantés au monde selon le classement publié par le magazine américain Time. Les visiteurs sont ainsi fortement incités à apporter des magnétophones pour enregistrer des phénomènes paranormaux. Ils peuvent aussi louer une chambre et y passer la nuit. Il est possible de coupler la visite du paquebot avec celle du sous-marin soviétique de 3 000 t, le Scorpion ou Povodnaya Lodka B-427, de classe Foxtrot. Juste à côté du Queen Mary a été construit l'aquarium de Long Beach.

## Univers de fiction
- Télévision :

Le Queen Mary apparaît en arrière-plan dans une scène du sixième épisode (Avis de mort) de la saison 1 de Starsky et Hutch en 1975, alors que les deux policiers inspectent un toit d'immeuble à la recherche d'un suspect.
Le téléfilm SOS Titanic y est tourné en 1979.
En 1985, il est également le lieu de l'action de l'épisode 17 La Cible (Desperate Monday) de la saison 3 de la série Supercopter (Airwolf).
Le navire est également le lieu de l'action de l'épisode Un million de dollars de bons volatilisés de la troisième saison de la série Hercule Poirot en 1991.
En 2017, dans la série Scorpion, le navire fait partie intégrante de l'épisode 6 Le vaisseau fantôme, dans la 4e saison.
- Cinéma :

Le Queen Mary apparaît dans une scène du film Le crime était presque parfait, réalisé par Alfred Hitchcock et sorti en 1954. C'est par lui que le personnage de Mark Halliday arrive à Londres.
En 1972, les scènes du début du film L'Aventure du Poséidon (avant chavirage) y sont tournées.
En 2023, le navire apparait dans le film La Malédiction du Queen Mary de Gary Shore avec Alice Eve et Joel Fry.
- Littérature :

Dans le roman jeunesse "Rooftoppers" de Katherine Rundell (roman initialement paru en anglais), traduit en français par "Le ciel nous appartient", la mère de Sophie (l'héroïne de l'histoire) est supposée avoir trouvé la mort dans le naufrage d'un paquebot nommé Queen Mary. Il se peut que l'autrice se soit inspirée de l'accident ayant impliqué le Queen Mary et le HMS Curacoa en 1942.

## Culture populaire
Dans sa célèbre chanson Le France, le Queen Mary est présenté par Michel Sardou comme « la vieille anglaise », un exemple à ne pas suivre. « Je ne voudrais pas finir comme elle, sur un quai de Californie ».

## Galerie

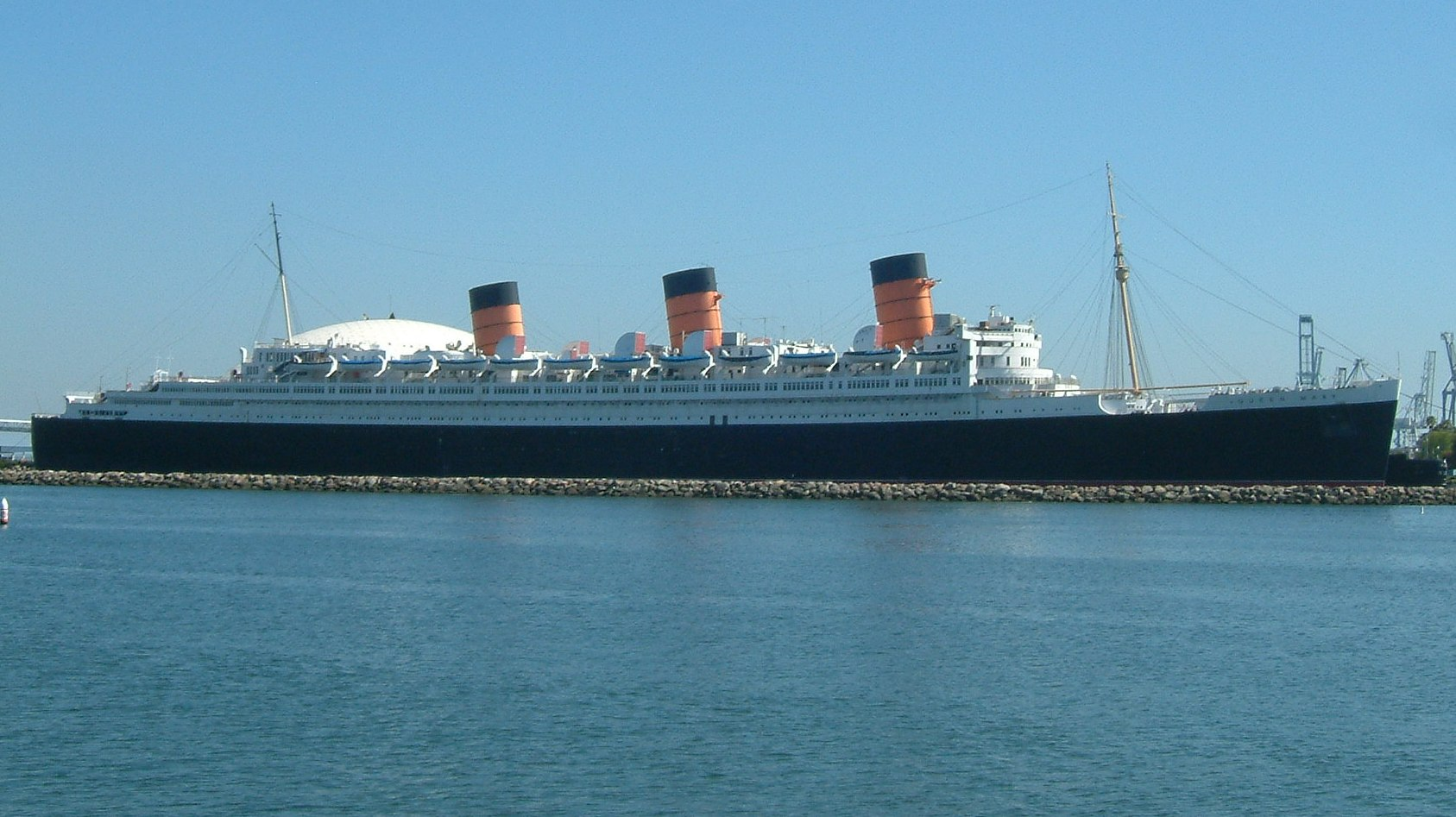
Le Queen Mary depuis la rive opposée.
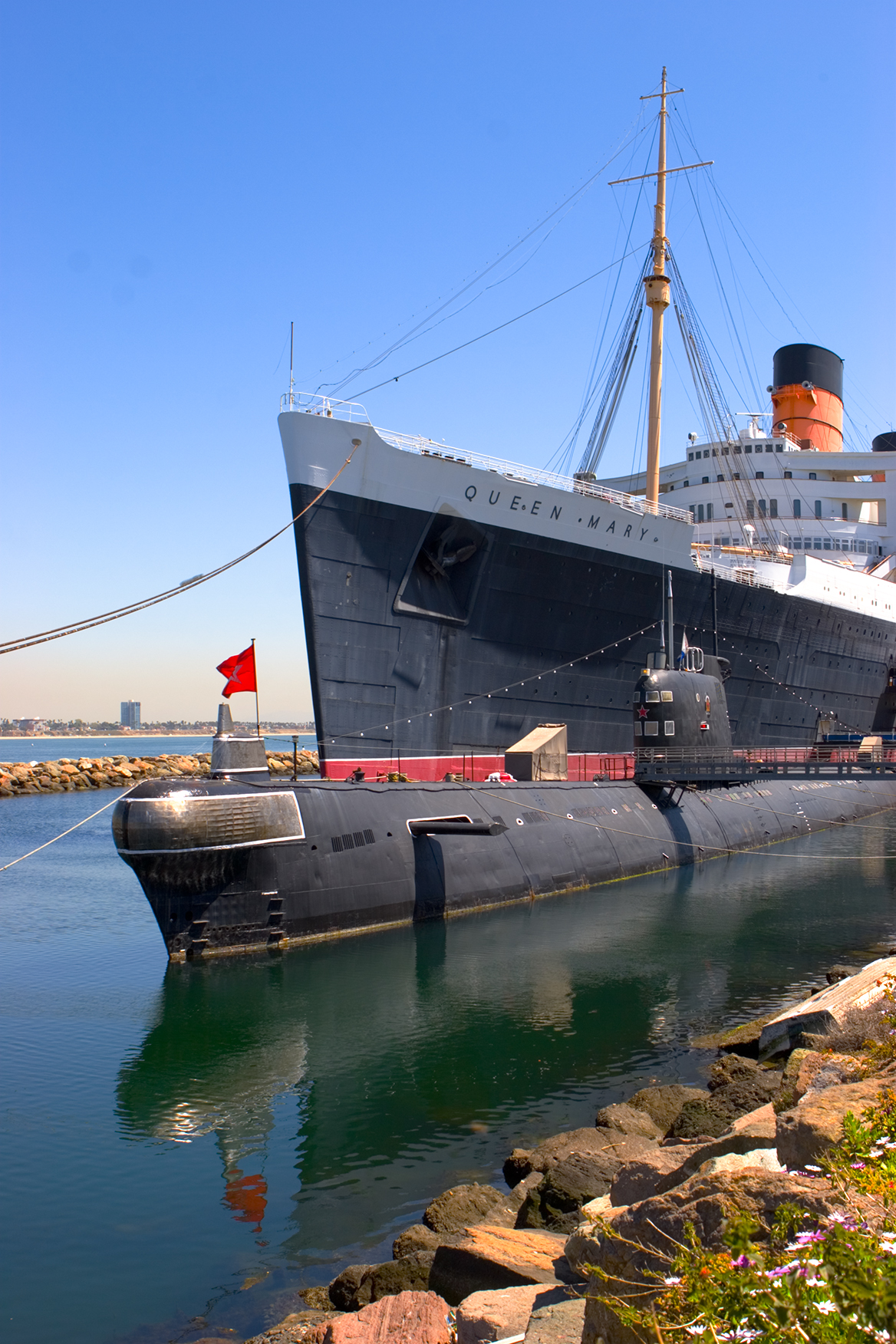
Le Queen Mary en compagnie du sous-marin soviétique B-427.